# Eloi Costa
Eloi Costa   (Vic, 28 d'abril de 1994) és un actor català, conegut pel seu paper de Christian en la pel·lícula Pieles d'Eduardo Casanova pel qual va rebre la nominació al Premi Goya al millor actor revelació l'any 2017.

## Biografia
Nascut a Vic en 1994, va començar a fer teatre a l'Institut de Teatre de Vic. Es va traslladar a Madrid el 2010, debutant l'any 2011 al Teatro Lara amb l'obra "De buena familia". El 2016 va debutar al cinema amb Kiki, el amor se hace i li arribà la fama el 2018, gràcies a la seva participació a la sèrie Arde Madrid, on feia de "fillastre" de Paco León i quan fou nominat al Goya al millor actor revelació pel seu paper a Pieles.

## Filmografia

### Sèries
| Any  | Sèrie          | Canal               | Notes      |
| ---- | -------------- | ------------------- | ---------- |
| 2019 | Foodie Love    | HBO                 |            |
| 2019 | Terror y feria | Antena 3            |            |
| 2018 | Arde Madrid    | Movistar+           |            |
| 2017 | Centro médico  | Televisión Española | 2 episodis |

### Cinema
| Any  | Títol                  | Personatge | Notes        |
| ---- | ---------------------- | ---------- | ------------ |
| 2019 | Adagio                 | Adrián     | Cúrtmetratge |
| 2017 | Pieles                 | Cristian   |              |
| 2016 | Jamás me echarás de ti |            | Curtmetratge |
| 2016 | Kiki, el amor se hace  |            | Paper menor  |
| 2012 | Carmina o revienta     |            | Paper menor  |